# Закон Меган
Закон Меган (англ. Megan's Law) — назва прийнятого в 1994 році федерального закону і негласне найменування інших законів США, що зобов'язують правоохоронні органи надати відкритий доступ громадськості до відомостей бази даних про осіб, які вчинили статеві злочини. Закони були прийняті як захід у відповідь на вбивство Меган Канки. Закон Меган федерального рівня був прийнятий як підрозділ закона Джейкоба Веттерлінг, який раніше в тому ж році ввів вимогу про обов'язковий облік осіб, які вчинили статеві злочини. Оскільки до трагедії з Меган тільки в деяких штатах існувало подібне правило, то федеральний закон дозволяє привести правозастосовчу практику у відповідність з обома законами.
Окремі штати самостійно вирішують, які відомості будуть у відкритому доступі і як вони поширюватимуться. Зазвичай це ім'я та прізвище злочинця, його фотографія, місце проживання, дата ув'язнення та опис злочину, за який той був засуджений. Ці дані зазвичай розміщуються на веб-сайтах з відкритим доступом, хоча можуть бути надруковані в газетах, а також розповсюджуватися за допомогою буклетів
На федеральному рівні закон Меган зобов'язує осіб, засуджених за скоєння статевих злочинів щодо неповнолітніх, повідомляти місцеві правоохоронні органи про будь-які зміни свого місця проживання та роботи після звільнення з місць позбавлення волі (в'язниці, психіатричної лікарні). Така вимога може бути встановлена протягом певного часу (зазвичай близько десяти років) або безстроково. Деякі штати мають право вести облік осіб, які вчинили будь-який статевий злочин, навіть якщо він не був стосовно дитини.
Обидва закони націлені як на оповіщення громадськості, так і на поінформування співробітників правоохоронних органів. Питання про те, що надавати як облікові відомості і як залежить від влади штату, а в деяких вимогах багаторазово змінювалися і після ухвалення закону Меган. Так закон Адама Волша  доповнив закон Меган новими вимогами до ведення обліку і трирівневу систему класифікації осіб, які вчинили статеві злочини.

### Міжнародний закон Меган
8 лютого 2016 року президент США Барак Обама підписав міжнародний закон Меган, який ввів обов'язкове повідомлення правоохоронних органів тих держав, куди особа, яка вчинила статеві злочини до США, має намір приїхати. У законі міститься вимога до особи, що виїжджає, отримати особливий візуальний «унікальний ідентифікатор», який заноситься в паспорт, а також повідомити правоохоронні органи за 21 день до передбачуваного від'їзду.